# جودي ر. فرانز
جودي ر. فرانز (بالإنجليزية: Judy R. Franz)‏ هي فيزيائية أمريكية، ولدت في 1938.